# Гран-прі ФІДЕ 2014–2015
Гран-прі ФІДЕ 2014–2015 — серія з чотирьох шахових турнірів, які є частиною кваліфікаційного циклу чемпіонату світу з шахів 2016 року.

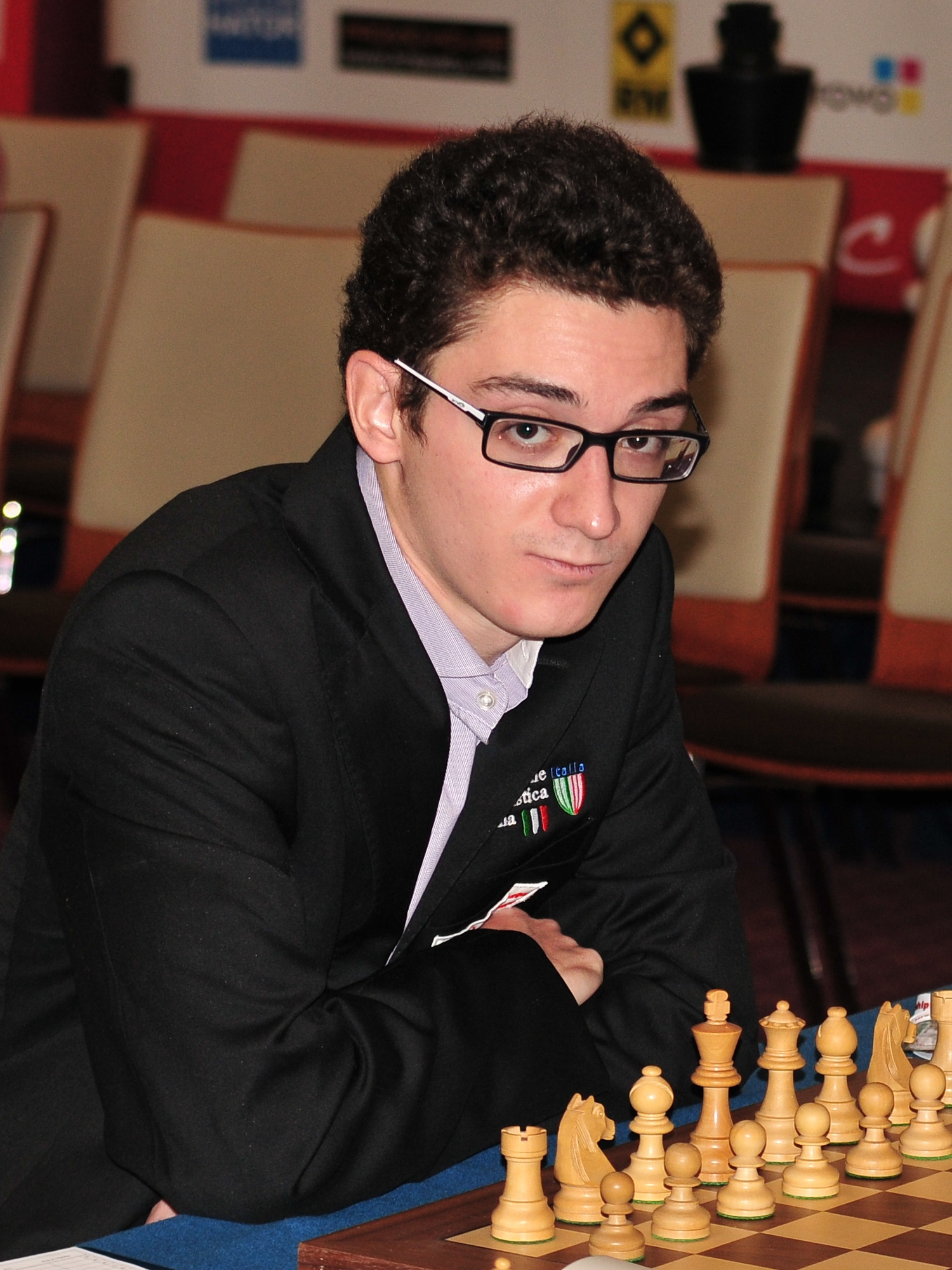
Фабіано Каруана — переможець серії Гран-прі ФІДЕ 2014–2015

Серія турнірів Гран-прі ФІДЕ 2014–2015 проходила у чотирьох містах: Баку, Ташкенті, Тбілісі та Ханти-Мансійську. Початок серії — 1 жовтня 2014 року в Баку, закінчення — 26 травня 2015 року в Ханти-Мансійську.
Переможцем Гран-прі ФІДЕ 2014–2015 років став італійський шахіст Фабіано Каруана, на рахунку якого 370 очок за підсумками чотирьох етапів. Каруана разом з Хікару Накамурою, який посів друге місце (347 очок), відібралися у турнір претендентів на шахову корону, що відбудеться у 2016 році.

### Формат турніру
Для участі в турнірі були відібрані 16 шахістів. Кожен шахіст мав право брати участь у трьох з чотирьох турнірів.
В кожному турнірі бере участь 12 шахістів.
За перемогу в окремій партії гравцям нараховують 1 очко, за нічию ½ очка та 0 очок за поразку.
Призовий фонд окремого етапу гран-прі становить 120 000 євро, призовий фонд за підсумками всього циклу гран-прі становить 480 000 євро (окремих призових за результатами серії Гран-прі не передбачено) та розподіляється між усіма шахістами.
Розподіл очок та сума призових наступна:
| Місце | Очки | Призові за окремий етап |
| ----- | ---- | ----------------------- |
| 1     | 170  | 20 000 Євро             |
| 2     | 140  | 15 000 Євро             |
| 3     | 110  | 13 000 Євро             |
| 4     | 90   | 11 000 Євро             |
| 5     | 80   | 10 000 Євро             |
| 6     | 70   | 9 500 Євро              |
| 7     | 60   | 9 000 Євро              |
| 8     | 50   | 8 500 Євро              |
| 9     | 40   | 7 500 Євро              |
| 10    | 30   | 6 500 Євро              |
| 11    | 20   | 5 500 Євро              |
| 12    | 10   | 4 500 Євро              |

У разі розподілу місць, очки розподіляють порівну.
В загальному заліку враховуються усі результати в серії. Шахіст із найбільшою кількістю очок за підсумками всіх чотирьох турнірів серії Гран-прі визнається переможцем.

### Учасники
Відбір шахістів у серію проводився в такий спосіб:
| Шахіст              | Країна      | Спосіб відбору                                    |
| ------------------- | ----------- | ------------------------------------------------- |
| Дмитро Андрєйкін    | Росія       | Кубок світу ФІДЕ 2013                             |
| Євген Томашевський  | Росія       | Кубок світу ФІДЕ 2013                             |
| Максим Ваш'є-Лаграв | Франція     | Кубок світу ФІДЕ 2013                             |
| Фабіано Каруана     | Італія      | Рейтинг ФІДЕ (з травня 2013 по квітень 2014 року) |
| Олександр Грищук    | Росія       | Рейтинг ФІДЕ (з травня 2013 по квітень 2014 року) |
| Хікару Накамура     | США         | Рейтинг ФІДЕ (з травня 2013 по квітень 2014 року) |
| Сергій Карякін      | Росія       | Рейтинг ФІДЕ (з травня 2013 по квітень 2014 року) |
| Леньєр Домінгес     | Куба        | Рейтинг ФІДЕ (з травня 2013 по квітень 2014 року) |
| Шахріяр Мамед'яров  | Азербайджан | Рейтинг ФІДЕ (з травня 2013 по квітень 2014 року) |
| Борис Гельфанд      | Ізраїль     | Рейтинг ФІДЕ (з травня 2013 по квітень 2014 року) |
| Петро Свідлер       | Росія       | Рейтинг ФІДЕ (з травня 2013 по квітень 2014 року) |
| Аніш Гірі           | Нідерланди  | Квота президента ФІДЕ                             |
| Дмитро Яковенко     | Росія       | Квота спонсора турніру компанії AGON              |
| Теймур Раджабов     | Азербайджан | Квота спонсора турніру компанії AGON              |
| Рустам Касимджанов  | Узбекистан  | Квота спонсора турніру компанії AGON              |
| Баадур Джобава      | Грузія      | Квота спонсора турніру компанії AGON              |

### Розклад та переможці
| Місто           | Дата                    | Шахіст                                          | Країна           | +     | −     | =     | Очки |
| --------------- | ----------------------- | ----------------------------------------------- | ---------------- | ----- | ----- | ----- | ---- |
| Баку            | 1 — 15 жовтня           | Фабіано Каруана Борис Гельфанд                  | Італія Ізраїль   | 4 3   | 2 1   | 5 7   | 6½   |
|                 |                         |                                                 |                  |       |       |       |      |
| Ташкент         | 20 жовтня — 3 листопада | Дмитро Андрєйкін                                | Росія            | 3     | 0     | 8     | 7    |
|                 |                         |                                                 |                  |       |       |       |      |
| Тбілісі         | 14 — 28 лютого          | Євген Томашевський                              | Росія            | 5     | 0     | 6     | 8    |
|                 |                         |                                                 |                  |       |       |       |      |
| Ханти-Мансійськ | 13 — 26 травня          | Фабіано Каруана Хікару Накамура Дмитро Яковенко | Італія США Росія | 3 2 4 | 1 0 2 | 7 9 5 | 6½   |

### Залік Гран-прі
|    | Шахіст              | Рейтинг ЕЛО (вересень 2014) | Баку | Ташкент | Тбілісі | Ханти-Мансійськ | Сума |
| -- | ------------------- | --------------------------- | ---- | ------- | ------- | --------------- | ---- |
| 1  | Фабіано Каруана     | 2801                        | 155  | 75      |         | 140             | 370  |
| 2  | Хікару Накамура     | 2782                        | 82   | 125     |         | 140             | 347  |
| 3  | Дмитро Яковенко     | 2747                        |      | 30      | 140     | 140             | 310  |
| 4  | Євген Томашевський  | 2701                        | 82   |         | 170     | 30              | 282  |
| 5  | Борис Гельфанд      | 2748                        | 155  | 15      |         | 85              | 255  |
| 6  | Шахріяр Мамед'яров  | 2756                        | 35   | 125     | 75      |                 | 235  |
| 7  | Сергій Карякін      | 2777                        | 82   | 75      |         | 55              | 212  |
| 8  | Теймур Раджабов     | 2717                        | 50   | 50      | 110     |                 | 210  |
| 9  | Дмитро Андрєйкін    | 2722                        | 20   | 170     | 10      |                 | 200  |
| 10 | Олександр Грищук    | 2789                        | 82   |         | 40      | 55              | 177  |
| 11 | Леньєр Домінгес     | 2756                        | 10   |         | 75      | 85              | 170  |
| 12 | Аніш Гірі           | 2758                        |      | 40      | 75      | 55              | 170  |
| 13 | Петро Свідлер       | 2732                        | 82   |         | 20      | 55              | 157  |
| 14 | Баадур Джобава      | 2708                        |      | 75      | 40      | 20              | 135  |
| 15 | Максим Ваш'є-Лаграв | 2768                        |      | 75      | 40      | 10              | 125  |
| 16 | Рустам Касимджанов  | 2706                        | 35   | 15      | 75      |                 | 125  |